# Анакопійська гора
Анакопійська гора (Асарська гора, Іверська гора) — гора в Новому Афоні Абхазії (Грузія). Її висота становить 344 м. На вершині гори знаходяться руїни давньої столиці Абхазії — Анакопії, біля них — залишки    Анакопійської фортеці, у надрах гори знаходиться Новоафонська печера.